# Izarra
Izarra és un nou barri de Vitòria en el Pla General d'Ordenació Urbana de 2000 que és al sector de Salburua. Limita amb Larrein a l'est, San Tomas al nord i amb Olaran al sud. El barri començà a construir-se el 2007 i s'ha distribuït al nord de la línia del ferrocarril que passa pel barri, Olaran i Larrein.